# Tống Phúc Đạm
Tống Phúc Đạm hay Tống Phước Đạm (chữ Hán: 宋福淡; ? - 1794), là một danh tướng và là một công thần thời Nguyễn phục nghiệp.

## Cuộc đời
Tống Phúc Đạm, người phủ Hương Trà, tỉnh Thừa Thiên (nay là tỉnh Thừa Thiên Huế).
Về thân thế, sách Hoàng Việt hưng long chí chỉ cho biết Tống Phúc Đạm là hậu duệ (con) của công thần Tống Phước Đào. Lúc bấy giờ, ông đang giữ chức tham mưu ở dinh trung quân.

### Phò Nguyễn Phúc Thuần
Sách trên chép tiếp: Định vương Nguyễn Phúc Thuần (1751-1777), thấy ông là người trầm tỉnh, có mưu lược bèn cho giữ chức Giám quân cũng ở dinh này.
Năm Giáp Ngọ (1774), tướng của chúa Trịnh Sâm là Hoàng Ngũ Phúc cầm đầu từ ngoài đánh vào Nam Hà. Đến tháng 1 năm Ất Mùi (1755), quân Trịnh chiếm được thành Phú Xuân. Chúa Định vương cùng gia quyến và các tướng lãnh trong số đó có Tống Phúc Đạm, phải chạy vào Quảng Nam. Trong khoảng thời gian ấy, quân Tây Sơn cũng chiếm đến cửa Đại Áp (nay thuộc TP. Tam Kỳ, tỉnh Quảng Nam). Bị kẹt giữa hai đối phương, Tống Phúc Đạm cùng cả đoàn cứ quanh quẩn ở vùng Bắc Quảng Nam (nay là TP. Đà Nẵng). Sau đó, Định vương cùng cháu là Nguyễn Phúc Ánh mang thân tộc xuống thuyền chạy vào Gia Định.
Đông cung Dương (tức Nguyễn Phúc Dương) cùng Tống Phúc Đạm, Tôn Thất Tĩnh, Tôn Thất Chí vâng lệnh ở lại, đóng quân ở làng Câu Để để giữ đất Quảng Nam.
Trần Trọng Kim cho biết: Nguyễn Nhạc biết Đông cung Dương thế yếu, và lại muốn lấy tiếng mà sai chúng, bèn sai người đi rước Đông cung về đóng ở phố Hội An (thuộc Quảng Nam).
Tháng 10 năm 1776, Tống Phúc Đạm cùng Trần Văn Hòa đem Đông cung Dương trốn về Gia Định. Khi Nguyễn Phúc Dương được tướng Lý Tài đưa lên ngôi, tức Tân Chính Vương, Tống Phúc Đạm được mật chỉ cùng với Trần Văn Hòa và Đô thống sứ Đặng Văn Phong quay trở ra để lo việc chiêu tập binh mã. Nhưng đến Bồng Sơn (Bình Định), thì bị quân Tây Sơn mai phục đổ ra đánh, Văn Hòa chết tại trận, ông kịp chạy thoát về.
Năm 1777, hai chúa là Định vương, Tân Chính Vương đều bị quân Tây Sơn giết chết. Năm sau (1778), Nguyễn Phúc Ánh lên kế vị ngôi chúa Nguyễn.

### Phò Nguyễn Phúc Ánh
Năm Ất Tỵ (1785), Tống Phúc Đạm hay tin chúa Nguyễn Phúc Ánh đang lánh nạn tại Xiêm La, ông vượt biển đi tìm, nhưng thuyền bị bảo táp, phiêu dạt sang tận đất của Miến Điện.
Tại đây, ông bị bắt giữ. Thời may có một người Trung Quốc biết tiếng Miến Điện và còn nhớ được ít nhiều chữ Hán, cho nên Tống Phúc Đạm bút đàm với người này, nhờ nói giúp với nhà cầm quyền sở tại xin tha.
Khi được trả tự do, ông sang Xiêm để tâu bày với Nguyễn Phúc Ánh tình hình trong nước và xin đem quân về đánh lấy thành Gia Định. Nghe theo lời, chúa Nguyễn bèn lặng lẽ đưa gia quyến và toàn bộ lực lượng về nước vào năm 1787. Tháng 9 năm ấy, đoàn quân vào cửa biển Cần Giờ. Đông Định vương Nguyễn Lữ lo sợ, để Thái bảo Phạm Văn Tham ở lại trấn giữ thành Sài Gòn, còn mình đến đóng ở Lương Phụ (tức vùng núi Châu Thới thuộc Biên Hòa).
Theo Trịnh Vân Thanh, thì: Thủy quân chúa Nguyễn bắt được một chiếc thuyền có chứa một sắc thư của Tây Sơn. Nguyễn Phúc Ánh lập tức sai Tống Phúc Đạm viết giả một bức thư để ly gián Nguyễn Lữ và Phạm Văn Tham.
Ngô Giáp Đậu kể chi tiết hơn: "Tống Phước Đạm muốn tìm cách chi nhỏ lực lượng của quân Tây Sơn, bèn bắt chước dáng chữ và con dấu trong đạo quan bằng, làm giả mật thư của Trung ương hoàng đế Nguyễn Nhạc gửi cho Nguyễn Lữ. Trong thư nói Tham là phe đảng của Bắc Bình vương Nguyễn Huệ, bảo Lữ tìm cách giết đi..."
Nguyễn Đình Đầu kể tiếp: "Tướng Tham mắc mưu, trương cờ trắng kéo quân lên Biên Hòa để minh oan với Nguyễn Lữ. Đông Định vương Nguyễn Lữ thấy cờ trắng, tưởng Phạm Văn Tham đã đầu hàng chúa Nguyễn, nên vội kéo quân chạy thẳng về Quy Nhơn... Tướng Tham quay lại giữ Sài Gòn, đánh phá quân Nguyễn. Nguyễn Phúc Ánh thua đậm, kéo quân về Trà Luật. Tháng 4 năm Mậu Thân (1788), Võ Tánh đem tướng tá đến phò giúp, từ đó, lực lượng chúa Nguyễn khởi sắc trở lại. Năm Mậu Thân tháng 8 (7 tháng 9 năm 1788), Nguyễn Phúc Ánh vào được Sài Gòn và từ nay không còn bị đánh đuổi nữa..."
Năm Quý Sửu (1793), Tống Phúc Đạm cùng Phạm Văn Nhân nhận lệnh ở lại phò Đông cung Cảnh (tức Nguyễn Phúc Cảnh) giữ thành Gia Định. Nhân lúc ấy, Tống Phúc Đạm xin lập Thái học đường, đặt chức phụ đạo, đốc học, hàn lâm, thị học. Ông lại tiến cử Ngô Tùng Châu sung chức Đông cung phụ đạo; Trịnh Hoài Đức, Lê Quang Định sung chức Đông cung thị giảng...
Tháng 3 năm Giáp Dần (1794) nhà Tây Sơn tổ chức phản công, tướng Nguyễn Văn Hưng đem bộ binh đánh vào Phú Yên, và tướng Trần Quang Diệu vào vây thành Diên Khánh. Đông cung Cảnh cho người về Gia Định cầu viện. Tống Phúc Đạm liền theo chúa Nguyễn đem đại binh đến đánh giải vây, buộc Trần Quang Diệu phải rút quân về.
Chúa Nguyễn thấy thế Tây Sơn còn mạnh, vả lại đã đến mùa gió bấc lạnh lẽo, nên chúa đem Đông cung Cảnh về Gia Định, để lại Võ Tánh giữ thành Diên Khánh.

### Mất
Dọc đường về, Tống Phúc Đạm lâm bệnh mất (1794), không rõ bao nhiêu tuổi.
Được tin, chúa Nguyễn cho người đưa thi hài ông về Gia Định hậu táng.
Đời vua Minh Mạng, ông được truy tặng hàm Hiệp Biện Đại học sĩ, Thiếu sư, tước Tuấn Nghĩa hầu.
Ngô Giáp Đậu trong Hoàng Việt hưng long chí ghi công:
Tống Phước Đạm từng vất vả rong ruổi ở Xiêm, Miến, tỏ rõ lòng trung ở chốn xa xôi. Khi Thế Tổ (Nguyễn Phúc Ánh) trở về Gia Định, Phước Đạm lập công hàng đầu, mưu lược nơi màn trước phần nhiều sáng suốt, giúp Đông cung (Nguyễn Phúc Cảnh) làm giám quân hiệu lệnh nghiêm chỉnh, chẳng nể thân quý, được Thế Tổ kính trọng nhờ cậy...
Theo Liệt truyện, Tống Phước Đạm có tật nói ngọng, tính nghiêm trọng, mừng giận không hiện ra mặt, sợ tiếng súng. Lại vì có tật ngầm mà khong thích gần đàn bà, vì lẽ đó nên cũng không có con.

## Giai thoại
Sách Đại Nam chính biên liệt truyện chép về Tống Phúc Đạm có đoạn:
Đạm lệnh cấm nghiêm ngặt, công minh, không kiêng người thân quý. Tham luận hậu quân là mỗ cùng với Đạm có tình bạn cũ, thường bắt đầy tớ của người dâng trưởng công chúa, Đạm nghe biết, sai quân Tả vệ bắt để hỏi, Tham luận sợ, giấu vào nhà công chúa, cửa đóng, quân đến không vào được Đạm sai bổ cửa ra; người giữ cửa sợ, cửa mở, tìm được đứa đầy tớ ấy, Tham luận đến thú tội với Đạm; Đạm mời ngồi, cùng uống rượu, uống rượu xong, Đạm thong tả nói rằng: Uống rượu là tình bạn cũ, giết kẻ có tội là pháp luật, quan Tham thặng đi xa, nhà công chúa không phải là chỗ được vào; đầy tớ của người đâu được tự ý bắt, cho nên phạm hình pháp, tội không thể sống dược. Đạm quát lên sai lôi ra chém, Tham luận ngoảnh lại nói rằng : chết thì chết, xin cho được toàn thân. Đạm sai lấy cột đèn ở trước công đường chẹn vào họng cho đến chết, người nghe thấy không ai là không run sợ, giữ pháp luật không rối loạn đại khái như thế..